# Колодко, Николай Александрович
Николай Александрович Колодко (род. 21 февраля 1967 года) — российский тренер по толканию ядра, мастер спорта России по пауэрлифтингу, мастер спорта РС(Я) по мас-рестлингу. Заслуженный тренер России (2012). Первый вице-президент Президиума Всероссийской федерации мас-рестлинга и первый вице-президент исполнительного комитета Международной федерации мас-рестлинга.

## Биография
Николай Александрович Колодко родился 21 февраля 1967 года в городе Райчихинск Амурской области. Жил с родителями в Беркаките. В 1992 году окончил Иркутский политехнический институт по специальности «инженер-электромеханик», а в 2006 году — Российскую академию государственной службы при Президенте Российской Федерации.
22 июля 1990 года родилась дочь Татьяны и Николая Колодко — Евгения, которая в дальнейшем достигла высоких результатов в толкании ядра. Через два года семья приехала в Нерюнгри.
C 1993 до 2002 года Николай работал стрелком-охранником Нерюнгринского ремонтно-механического завода и параллельно занимался спортом. Его тренером и спарринг-партнером в пауэрлифтинге был Игорь Мулер.
В пауэрлифтинге Николай установил рекорды Якутии в приседании — 310 килограммов, в становой тяге — 330 килограммов и в сумме троеборья — 810 килограммов.
Затем Николай работал методистом по физической культуре кадровой службы Нерюнгринского ремонтно-механического завода. В 2003 году его пригласили в Якутск заместителем председателя Госкомитета РС(Я) по физической культуре и спорту. Позже должность переименовали в заместителя министра по физической культуре и спорту РС(Я).
В 2003 году исполнил главную роль в фильме «Чёрная маска».
Тренер-преподаватель по легкой атлетике государственного бюджетного учреждения Республики Саха (Якутия) «Школа высшего спортивного мастерства». Занимался подготовкой призёра Олимпиады и чемпионатов Европы Евгении Колодко, двукратного чемпиона России Максима Афонина, призёра чемпионата России Олеси Свиридовой.

## Известные воспитанники
- Евгения Колодко
- Максим Афонин
- Олеся Свиридова[7]

## Награды
- Медаль ордена «За заслуги перед Отечеством» II степени (2013)[8].